# Sven Peek
Sven Peek é um ambientalista e activista de Durban, na África do Sul. Ele recebeu o Prémio Ambiental Goldman em 1998 pelos seus esforços na melhoria dos problemas resultantes de poluição na região de South Durban.